# Drievuldigheidspanelen
De Drievuldigheidspanelen zijn twee panelen uit circa 1478-1479 die zijn geschilderd door Hugo van der Goes met de inbreng van een of twee andere, anonieme schilders. Waarschijnlijk zijn het de zijvleugels van een groot altaarstuk, waarvan het middenpaneel verloren is gegaan.

## Achtergrond
Hugo van der Goes kreeg de opdracht voor het altaarstuk waarschijnlijk van Edward Bonkil die op de buitenzijde van het rechterluik is afgebeeld. Bonkil woonde in Schotland, maar hij had nauwe banden met Brugge. Zijn vader en broers dreven handel met Vlaanderen en hadden huizen in Brugge. Edward heeft in zijn jeugd mogelijk ook in Brugge gewoond. Hij zal het altaarstuk bij Van der Goes hebben besteld tijdens een bezoek aan Vlaanderen. Het altaarstuk was bestemd voor de Collegiate Church of the Holy Trinity (of Trinity College Kirk) in Edinburgh. Deze kerk was rond 1460 gesticht door Maria van Egmont-Gelre, de weduwe van Jacobus II van Schotland, en ze had Edward Bonkil benoemd tot de eerste proost ervan. Erwin Panofsky veronderstelde dat de panelen oorspronkelijk orgelluiken waren voor het orgel dat rond 1466-1467 in Vlaanderen was besteld en waaraan Jacobus III, Maria's zoon, een aanzienlijke bijdrage had geleverd. In elk geval lijkt het stichterspaneel met Bonkil naar het nieuwe orgel te verwijzen. De meeste kunsthistorici gaan er echter van uit dat het een groot altaarstuk was, waarvan het middenpaneel verloren is gegaan, mogelijk tijdens de Reformatie. Hoewel hij waarschijnlijk wel het ontwerp ervoor zal hebben gemaakt, is het de vraag of Van der Goes het middenpaneel zelf voltooid heeft.
Op grond van de stijl worden de panelen rond dezelfde tijd of kort na het Portinari-altaar gedateerd, circa 1478-1479, rond dezelfde tijd waarin Van der Goes toetrad tot het Rooklooster. De gezichten van de koning en de koningin zijn duidelijk minder van kwaliteit en zijn waarschijnlijk pas in Schotland toegevoegd. Onder anderen Friedländer en Panofsky beschouwden ook het paneel met Sint-Joris als het werk van een andere, mogelijk Brugse kunstenaar.

## Voorstelling
De buitenzijde van het linkerpaneel stelt de genadestoel voor. De troon zweeft in een stralende ruimte die omkaderd wordt door donkere wolkenbanden. De doorzichtige aardbol balanceert precair op de rand van de troon. Voor de genadestoel nam Van der Goes een compositie van de Meester van Flémalle als voorbeeld, maar hij bracht enkele cruciale wijzigingen aan. De troon heeft niet meer een architecturale gotische constructie met tentdak, maar is een abstracte compositie van geometrische vormen. Verder is God de Vader geen oude man met een baard, maar het jonge evenbeeld van Christus.
Op het rechterpaneel is Edward Bonkil in aanbidding in een kerkinterieur afgebeeld, met achter hem twee engelen waarvan de ene het orgel bespeelt en de andere de blaasbalg bedient. Op de lessenaar ligt een liedboek openslagen bij de Ambrosiaanse hymne O lux, beata trinitas, een vesper of avondhymne met de tekst:
- O lux, beata trinitas, ex principalis unitas
- Iam sol recedit igneus infunde lumen cordibus

Op de binnenzijden zijn Jacobus III en zijn echtgenote Margaretha van Denemarken met de patroonheiligen van Schotland (Sint-Andreas) en – vreemd genoeg – Engeland (Sint-Joris). Jacobus is vergezeld van de kroonprins, de latere Jacobus IV (geboren in 1473). De Sint-Joris is ontleend aan de Madonna met kanunnik Joris van der Paele van Jan van Eyck.
Op het middenpaneel was waarschijnlijk een Madonna in de kerk gepland. Aanwijzingen hiervoor zijn de doorkijkjes naar een kerkinterieur op de zijpanelen, die moesten aansluiten bij het hoofdtafereel. Volgens Elisabeth Dhanens vertoonde de beoogde voorstelling wellicht overeenkomsten met de bekende miniatuur in het getijdenboek van Maria van Bourgondië, geschilderd door de Weense meester van Maria van Bourgondië, een kunstenaar die in nauw contact stond met Hugo van der Goes.

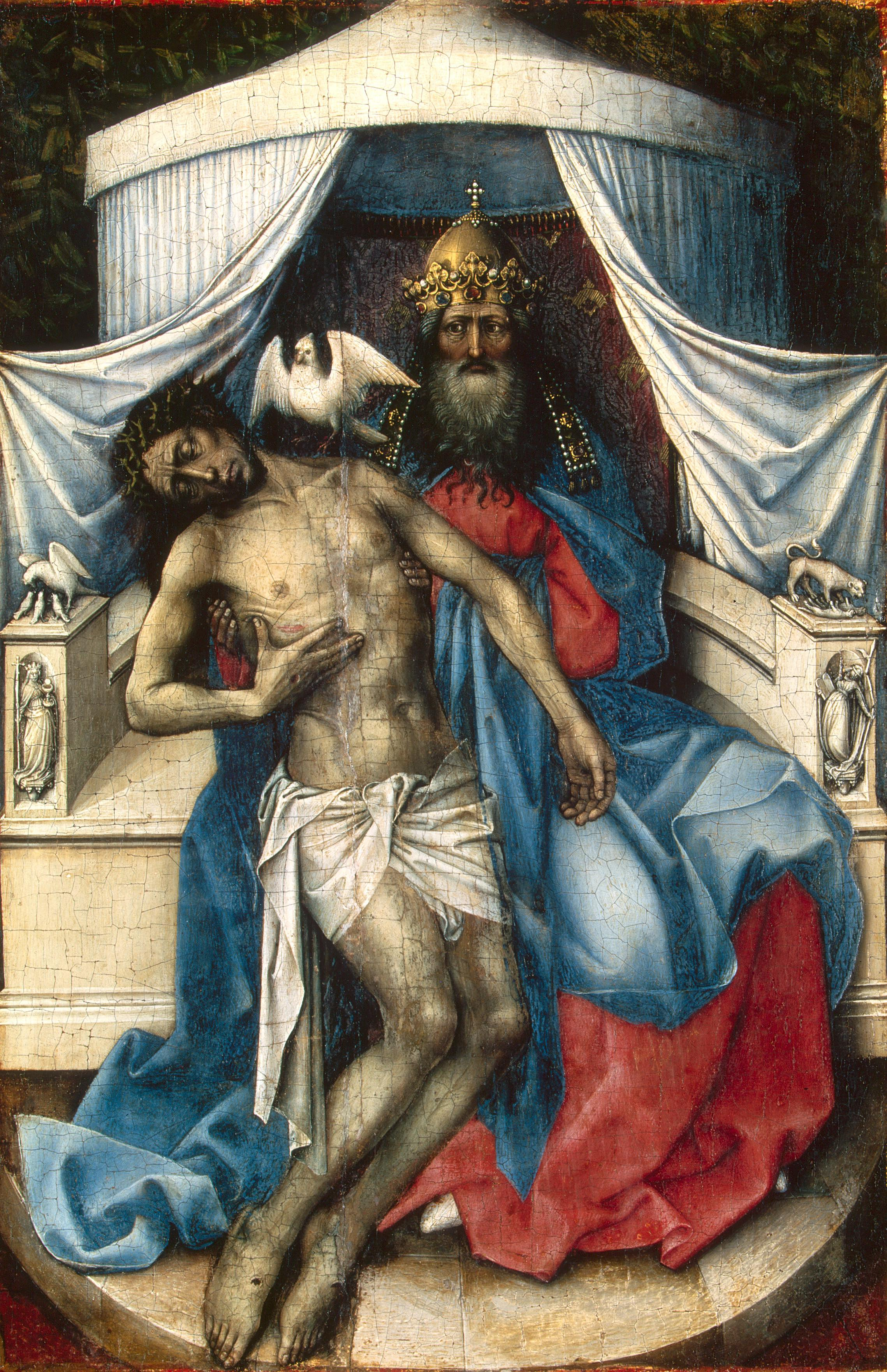
Meester van Flémalle, Genadestoel, Sint-Petersburg, Hermitage
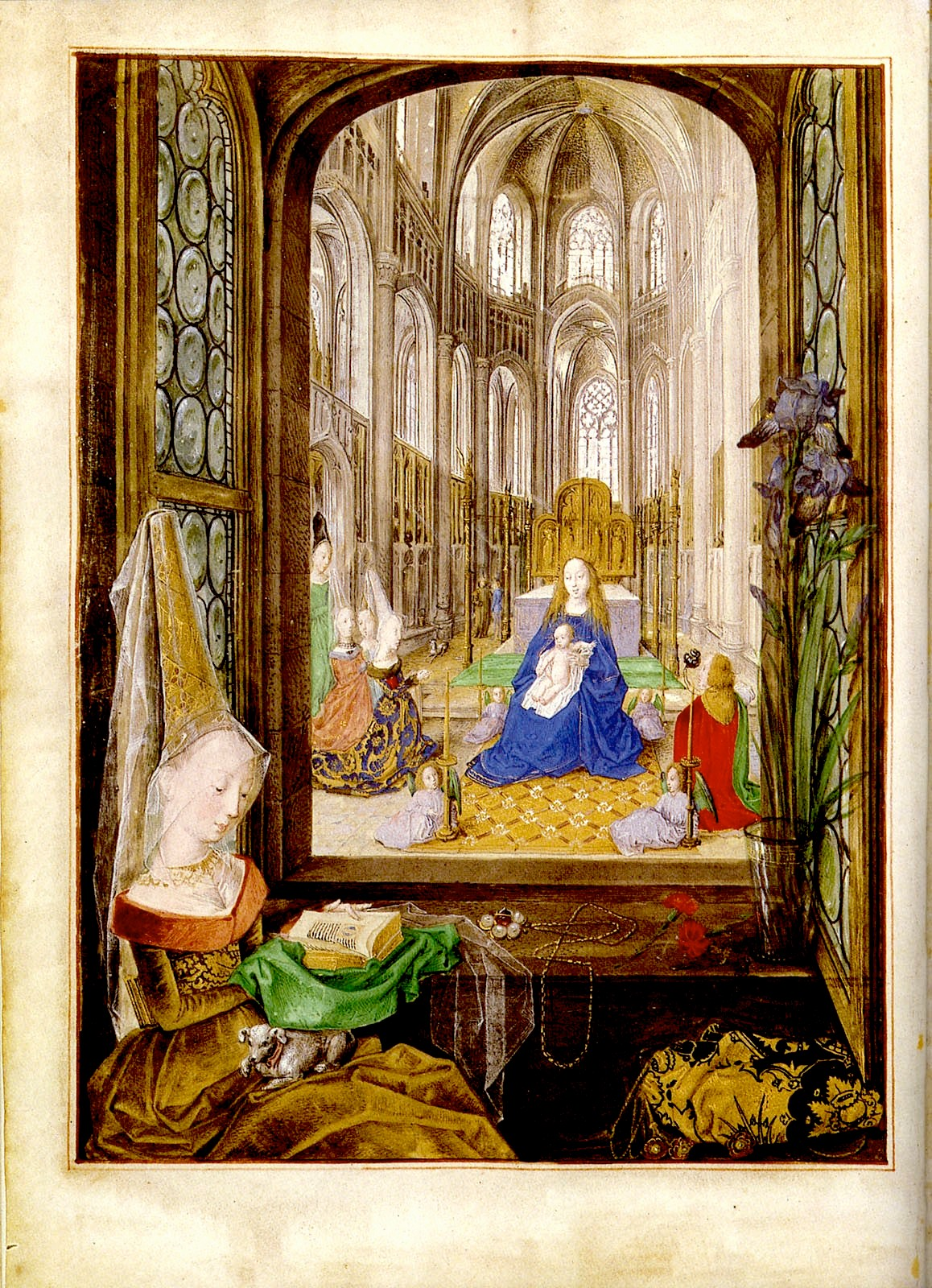
Getijdenboek van Maria van Bourgondië, ca. 1475

## Herkomst
De panelen behoren tot de kunstcollectie van het Britse koninklijk huis. De panelen waren waarschijnlijk bestemd voor de Collegiate Church of the Holy Trinity in Edinburgh. De kerk werd in 1848 gesloopt om plaats te maken voor Waverley Station, maar de panelen hadden Schotland toen al lang verlaten. In 1617 behoorden ze tot de kunstcollectie van koningin Anna van Denemarken in  Oatlands Palace. Later werden de panelen in diverse koninklijke paleizen gesignaleerd, waaronder Hampton Court en Somerset House. Blijkens een aquarel van James Stephanoff, die is gereproduceerd in Pyne's Royal Residences, bevonden de panelen zich in 1819 in Kensington Palace. Later in de 19e eeuw keerden ze terug naar Schotland en kregen ze een plaats in Holyrood Palace, de oude residentie van de koningen van Schotland, waaraan de panelen een van hun bijnamen danken. In de 20e eeuw kreeg de Scottish National Gallery ze in bruikleen.

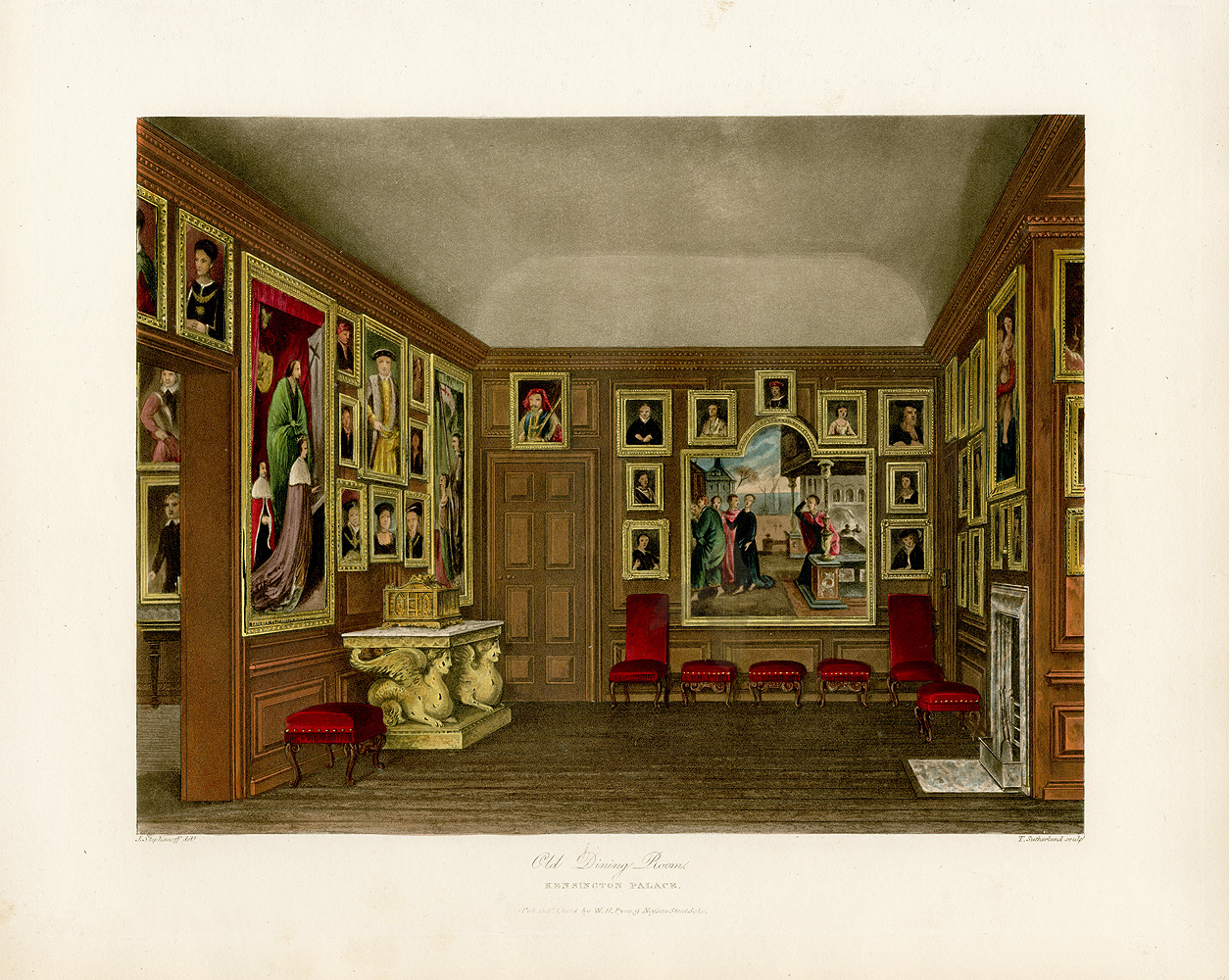
Thomas Sutherland naar James Stephanoff, Old Dining Room, Kensington Palace, in: Pyne's Royal Residences, 1819